# 詹姆斯·E·普林格尔
詹姆斯·爱德华·普林格尔（英語：James Edward Pringle，1949年1月20日—），英国天体物理学家。他是剑桥大学天文学研究所的教授。
2009年，他获得了爱丁顿奖章。